# 伊代野貴照
伊代野 貴照（いよの たかてる、1980年10月29日 - ）は、競輪選手、元プロ野球選手（投手）。競輪選手としては、日本競輪選手会奈良支部長（2024年6月下旬より）、ホームバンクは奈良競輪場。

## 経歴

### 野球選手時代
静岡県伊東市出身。沼津学園高校時代の同級生に松永共広がいる。
高校卒業後は、社会人野球のローソンに入団したが、2002年シーズン限りでのチームの廃部が決定する。同年のドラフト会議で阪神タイガースから10巡目で指名を受け入団。なお、このドラフト会議では同僚の新井智と萱島大介もそれぞれ9巡目・11巡目で阪神に指名され入団、吉川昌宏は8巡目でヤクルトから指名を受け入団している。
2003年4月26日の対広島東洋カープ戦で敗戦処理として登板すると、その後味方打線が爆発して逆転勝利という幸運な形でプロ初勝利を挙げた。
しかし、その後は二軍でも目立った成績を残せないまま2008年10月2日に戦力外通告を受けた。同年の12球団合同トライアウトに参加したが獲得球団はなかった。その後、元阪神の伊良部秀輝から技術的な指導を受けアメリカ球界に挑戦したが、契約には至らなかった。
2009年3月21日、台湾プロ野球・兄弟エレファンツにテスト入団。しかし6試合で0勝4敗、防御率9.43と結果を残せず、5月13日に戦力外通告され退団。同年6月11日、四国・九州アイランドリーグの高知ファイティングドッグスに入団。主に抑えとして起用され、24試合に登板して2勝2敗9セーブ、防御率1.98という成績でチームの後期優勝に貢献した。伊代野の加入により投手陣の分業が確立したことや、若手投手へのアドバイスが後期優勝につながる効果をもたらしたと評価された。シーズン終了後に退団し、NPB復帰を目指して再び12球団合同トライアウトに参加したが、獲得する球団はなく、同年現役を引退した。
2010年10月に高知が出場したアイランドリーグの年間チャンピオンシップで、9月いっぱいで辞任が決まった佐伯和司の後任として臨時の投手コーチを務めた。

### 競輪選手時代
野球選手を引退後、競輪選手へと転身を図るべく、阪神のコーチ・二軍監督だった島野育夫の長男で当時現役競輪選手だった島野敦識に弟子入り。2011年1月14日、日本競輪学校（当時。以下、競輪学校）第101回生入学試験（適性試験）に合格。競輪学校での在校競走成績は10勝を挙げ第7位だった。
2012年5月1日、日本競輪選手会兵庫支部所属の競輪選手として登録された。同年7月7日奈良競輪場でデビューし2着。初勝利は同年7月26日の一宮競輪場で挙げた。
2014年11月、環境を変える目的で奈良支部に移籍。2015年前期に好成績を挙げ、2016年前期のS級昇格が決まった。
2016年2月23日、S級での初勝利を挙げた。2019年10月8日には、福井FIで決勝戦1着となり、競輪選手としてデビュー7年目でS級初優勝。
2019年下期（7月 - 12月）で自身初となるS級1班への昇格を果たした。
2024年6月、日本競輪選手会奈良支部長に就任。

## 詳細情報

### 年度別投手成績
| 年 度     | 球 団     | 登 板 | 先 発 | 完 投 | 完 封 | 無 四 球 | 勝 利 | 敗 戦 | セ 丨 ブ | ホ 丨 ル ド | 勝 率 | 打 者 | 投 球 回 | 被 安 打 | 被 本 塁 打 | 与 四 球 | 敬 遠 | 与 死 球 | 奪 三 振 | 暴 投 | ボ 丨 ク | 失 点 | 自 責 点 | 防 御 率 | W H I P |
| --------- | --------- | ----- | ----- | ----- | ----- | -------- | ----- | ----- | -------- | ----------- | ----- | ----- | -------- | -------- | ----------- | -------- | ----- | -------- | -------- | ----- | -------- | ----- | -------- | -------- | ------- |
| 2003      | 阪神      | 6     | 0     | 0     | 0     | 0        | 1     | 1     | 0        | --          | .500  | 19    | 4.1      | 4        | 0           | 3        | 0     | 1        | 4        | 0     | 0        | 3     | 3        | 6.23     | 1.62    |
| 2006      | 阪神      | 1     | 0     | 0     | 0     | 0        | 0     | 0     | 0        | 0           | ----  | 11    | 1.1      | 3        | 1           | 3        | 0     | 1        | 1        | 0     | 0        | 2     | 2        | 13.50    | 4.50    |
| 2007      | 阪神      | 3     | 0     | 0     | 0     | 0        | 0     | 0     | 0        | 0           | ----  | 8     | 2.0      | 2        | 0           | 0        | 0     | 0        | 4        | 0     | 0        | 1     | 1        | 4.50     | 1.00    |
| 2009      | 兄弟      | 6     | 4     | 0     | 0     | 0        | 0     | 4     | 0        | 0           | .000  | 109   | 21.0     | 36       | 3           | 11       | 0     | 2        | 13       | 2     | 0        | 27    | 22       | 9.43     | 2.24    |
| NPB：3年  | NPB：3年  | 10    | 0     | 0     | 0     | 0        | 1     | 1     | 0        | 0           | .500  | 38    | 7.2      | 9        | 1           | 6        | 0     | 2        | 9        | 0     | 0        | 6     | 6        | 7.04     | 1.96    |
| CPBL：1年 | CPBL：1年 | 6     | 4     | 0     | 0     | 0        | 0     | 4     | 0        | 0           | .000  | 109   | 21.0     | 36       | 3           | 11       | 0     | 2        | 13       | 2     | 0        | 27    | 22       | 9.43     | 2.24    |

### 記録
NPB
- 初登板：2003年4月16日、対ヤクルトスワローズ5回戦（明治神宮野球場）、8回裏1死に5番手で救援登板・完了、2/3回無失点
- 初奪三振：2003年4月20日、対横浜ベイスターズ6回戦（阪神甲子園球場）、8回表に鈴木尚典から空振り三振
- 初勝利：2003年4月26日、対広島東洋カープ5回戦（阪神甲子園球場）、8回表1死に4番手で救援登板、2/3回無失点

### 独立リーグでの投手成績
以下の数値は四国アイランドリーグplusウェブサイト掲載の各シーズン選手成績による。
| 年 度     | 球 団     | 防 御 率 | 登 板 | 勝 利 | 敗 戦 | セ 丨 ブ | 完 投 | 完 封 | 無 四 球 | 投 球 回 | 打 者 | 被 安 打 | 被 本 塁 打 | 奪 三 振 | 与 四 球 | 与 死 球 | 失 点 | 自 責 点 |
| --------- | --------- | -------- | ----- | ----- | ----- | -------- | ----- | ----- | -------- | -------- | ----- | -------- | ----------- | -------- | -------- | -------- | ----- | -------- |
| 2009      | 高知      | 1.98     | 24    | 2     | 2     | 9        | 1     | 0     | 0        | 41.0     | 162   | 34       | 1           | 32       | 9        | 5        | 11    | 9        |
| 通算：1年 | 通算：1年 | 1.98     | 24    | 2     | 2     | 9        | 1     | 0     | 0        | 41.0     | 162   | 34       | 1           | 32       | 9        | 5        | 11    | 9        |

### 背番号
- 67（2003年 - 2008年）
- 1（2009年 - 同年5月）
- 99（2009年6月 - 同年終了）

### 登場曲
- 「Another World」MINMI（2004年）
- 「CLASSIC」湘南乃風（2005年）
- 「青空」H-MAN feat. Keyco（2006年 - 2008年）